# اثر تازگی
اثر تازگی، تأثیر یا پدیده‌ای است که از معرفی عناصر نو بر روی یک فعالیت یا رفتار حاصل می‌شود.

## تعریف در عملکرد
در زمینه عملکرد انسان، به گرایش عملکرد برای بهبود اولیه هنگام به‌کارگیری فناوری نو اشاره می‌کند، نه به علت بهبود واقعی در یادگیری یا پیشرفت، بلکه در پاسخ به افزایش علاقه به فناوری نو.
کنسرسیوم آموزش و تحقیقات متروپولیتن دانشگاه ویرجینیا کامنولث اظهار می‌کند: «اگرچه ممکن است بتوان دامنه توجه بالاتر را به اثر تازگی نسبت داد، حتی پس از اینکه تازگی اولیه از بین می‌رود، سطح علاقه به کتاب کار خودکار هنوز بیشتر از کتاب کار معمولی است. افزایش توجه دانش‌آموزان گاهی منجر به افزایش تلاش یا پشتکار می‌شود که منجر به دستاوردهای پیشرفت تحصیلی می‌شود. اگر این دستاوردها به دلیل اثر تازگی باشد، با آشنایی بیشتر دانش‌آموزان با رسانه نو، این دستاوردها کاهش می‌یابد. این مورد در بررسی‌های فناوری آموزشی در سطح دبیرستان، پایه‌های ۶ تا ۱۲، مشاهده شد.»

## در یادگیری
در زمینه یادگیری، اثر تازگی به افزایش موقت در مشارکت یا توجه پس از معرفی یک ابزار یا فناوری آموزشی نو اشاره دارد. این اثر اغلب به دلیل هیجان یا علاقه اولیه ناشی از خودِ نوآوری رخ می‌دهد تا اثربخشی ذاتی ابزار یا روش. با گذشت زمان، با از بین رفتن تازگی، ممکن است میزان مشارکت یا عملکرد کاهش یابد که نشان‌دهنده محدودیت‌های مداخله یادگیری است. تحقیقات همچنین نشان می‌دهد که این امر به دلیل تداخل تازگی با انگیزه خودمختار فرد است: همان‌طور که حس کنجکاوی یا لذت اولیه مرتبط با تازگی کاهش می‌یابد، انگیزه ذاتی یادگیرنده نیز کاهش می‌یابد، مگر اینکه آن وظیفه از نظر درونی معنادار شود.
مطالعات متعددی در زمینه فناوری‌ها و محیط‌های آموزشی گوناگون، اثر نوآوری را نشان داده‌اند. بیورکمن و همکاران (۲۰۱۹) پذیرش دستگاه‌های یادگیری سیار (ام ال دی) را در بین رزیدنت‌های رادیولوژی بررسی کردند و دریافتند که اکثر شرکت‌کنندگان پس از معرفی ام ال دی‌ها، افزایش زمان صرف شده برای مطالعه را گزارش کرده‌اند. این تأثیر در طول شش ماه اول برجسته‌تر بود، با این حال، بعداً کاهش انگیزه ناشی از اثر تازگی مشاهده شد. این موضوع با تردمیل لذت‌گرایانه توضیح داده می‌شود که نشان می‌دهد کاربران به سرعت با محرک‌های نو سازگار می‌شوند و باعث می‌شوند تجربیات جذاب اولیه روتین به نظر برسند و با گذشت زمان کمتر رضایت‌بخش باشند. این امر باعث کاهش استفاده یا تعامل با ابزارهای یادگیری دیجیتال می‌شود.
اثر نوآوری در محیط‌های یادگیری بازی‌وارسازی‌شده نیز مشاهده می‌شود.
- سیستم‌های یادگیری بازی‌وارسازی‌شده مبتنی بر کامپیوتر، افزایش فعالیت کاربر را در ابتدای پیاده‌سازی نشان می‌دهند و پس از آن با کاهش نوآوری، کاهش قابل توجهی در فعالیت کاربر مشاهده می‌شود.[۲] در بازی‌وارسازی آموزشی، نوآوری می‌تواند در ابتدا با تبدیل فعالیت‌های روزمره به وظایف جذاب، انگیزه یادگیرنده را افزایش دهد.[۲] با این حال، با گذشت زمان، این تازگیِ درک‌شده محو می‌شود، مگر اینکه اصول بازی‌وارسازی معناداری برای حفظ علاقه معرفی شوند.[۲]
- گفته می‌شود که آزمون‌های بازی‌وارسازی‌شده، در ابتدا که پیاده‌سازی شده‌اند، برای دانش‌آموزان مفید بوده‌اند، با این حال، این اثر به مرور زمان از بین می‌رود و این امر به تازگی آن نسبت داده می‌شود.[۴]

رودریگز و همکاران (۲۰۲۲) یک مطالعه طولی روی دانش‌آموزان برزیلی رشته‌های STEM با استفاده از پلتفرم‌های بازی‌وارسازی‌شده و غیربازی‌وارسازی‌شده در هفت بازه یادگیری انجام دادند. آنها دریافتند که اثرات بازی‌وارسازی از یک منحنی U شکل پیروی می‌کند، که در آن میزان مشارکت اولیه پس از چهار هفته کاهش می‌یابد (مطابق با اثر تازگی) اما سپس به دلیل اثر آشنایی دوباره افزایش می‌یابد، که به موجب آن یادگیرندگان با سیستم سازگار می‌شوند و از آن ارزش مداومی به دست می‌آورند که تأثیر مثبتی بر آنها دارد.

### محدودیت‌ها
اگرچه اثر تازگی در طیف وسیعی از زمینه‌ها نشان داده شده است، اما استفاده از آن ممکن است به خطر بیفتد زیرا مشخص شده است که ابزارها و وسایل یادگیری نو حواس افراد را پرت می‌کنند و مانع از توانایی آنها در تمرکز بر یادگیری می‌شوند. برای مثال، در مطالعه‌ای در مورد واقعیت مجازی فراگیر (iVR)، دانش‌آموزانی که آموزشی در مورد نحوه استفاده از این فناوری دریافت نکرده بودند، رضایت کمتری داشتند و توانایی کمتری برای تمرکز بر اهداف یادگیری داشتند. در محیط‌های فراگیر مانند iVR، نوآوری ممکن است منجر به افزایش بار شناختی، به خصوص برای مبتدیان، شود. کاربران اغلب به جای درگیر شدن با اهداف اصلی یادگیری، بر تسلط بر رابط کاربری تمرکز می‌کنند. این امر منابع شناختی آنها را منحرف می‌کند و یادگیری واقعی را کاهش می‌دهد.

## در حافظه
در زمینه حافظه، اثر تازگی به افزایش یادآوری محرک‌های نو در مقایسه با محرک‌های آشنا اشاره دارد، زیرا محرک‌های نو اغلب در حافظه اولویت‌بندی می‌شوند. فرضیه رمزگذاری نو، که توسط تولوینگ و کرول (۱۹۹۵) ارائه شده است، نشان می‌دهد که اطلاعات نو نسبت به اطلاعات آشنا، به‌طور مؤثرتری در حافظه بلندمدت رمزگذاری می‌شوند. این به دلیل افزایش فعالیت هیپوکامپ در مواجهه با محرک‌های نو است. در محیط‌های آزمایشی، شرکت‌کنندگان آنها با استفاده از فهرست کلمات، دقت بالاتری را در وظایف تشخیص صریح کلمات نو نسبت به کلمات آشنا نشان دادند.
محرک‌های نو به دلیل برجستگی ذاتی‌شان که می‌توانند خطر یا پاداش بالقوه را نشان دهند، توسط مغز اولویت‌بندی می‌شوند. این تأثیر می‌تواند فراتر از خود محرک باشد، زیرا نشان داده شده است که قرار گرفتن در معرض چیزهای نو، نه تنها حافظه را برای مطالب نو، بلکه برای اطلاعاتی که بلافاصله قبل یا بعد از تجربه نو ارائه می‌شوند نیز تقویت می‌کند. نشان داده شده است که نوآوری فضایی، که شامل مواجهه با یک محیط یا طرح فضایی نو است، انعطاف‌پذیری مغز را افزایش داده و یادگیری و رمزگذاری حافظه را بهبود می‌بخشد.

### مکانیسم‌های بیولوژیکی
هیپوکامپ نقش اساسی در تشخیص تازگی و آغاز فرآیندهایی دارد که شکل‌گیری حافظه را تقویت می‌کنند. وقتی اطلاعات نو شناسایی می‌شود، هیپوکامپ را درگیر می‌کند که به نوبه خود به مناطق دوپامینرژیک سیگنال می‌دهد. این تعامل منجر به آزادسازی دوپامین می‌شود که آستانهٔ تقویت طولانی‌مدت (LTP) را کاهش می‌دهد: این افزایش طولانی‌مدت در قدرت اتصالات سیناپسی در مغز در هیپوکامپ است؛ بنابراین، این امر شکل‌گیری حافظه را تسهیل می‌کند.
مطالعات تصویربرداری عصبی نشان داده‌اند که نواحی گیجگاهی و آهیانه مغز در پاسخ به موارد نو در مقایسه با موارد آشنا، فعالیت بیشتری نشان می‌دهند که نشان‌دهنده افزایش پردازش شناختی مورد نیاز برای اطلاعات نو است. علاوه بر این، کاوش در محیط‌های نو ، انعطاف‌پذیری سیناپسی را افزایش می‌دهد، به ویژه در هیپوکامپ. این افزایش به عنوان فرضیه برچسب‌گذاری رفتاری شناخته می‌شود، که به موجب آن تجربیات نو، سیناپس‌های «برچسب‌گذاری‌شده» را ایجاد می‌کنند و باعث می‌شوند که آنها پروتئین‌های مرتبط با انعطاف‌پذیری (PRP) را به دام بیندازند. PRPها گروهی از پروتئین‌ها هستند که در انعطاف‌پذیری سیناپسی بسیار مهم هستند. این امر LTP را به تغییرات پایدار تبدیل می‌کند - یک فرایند کلیدی در تثبیت حافظه با طولانی شدن ماندگاری حافظه.
نوآوری بیشتر با نوسانات تتا در هیپوکامپ مرتبط است، که الگوهای موج مغزی مرتبط با یادگیری فعال هستند. طبق مدلی که توسط لیسمن و اوتماخوا (۲۰۰۱) ارائه شده است، چیزهای نو باعث ایجاد حالت غالب تتا می‌شوند که هیپوکامپ را به جای «حالت یادآوری» به «حالت یادگیری» تغییر می‌دهد. این فعالیت ریتمیک، رمزگذاری محرک‌های نو را تسهیل می‌کند.

### محدودیت‌ها
یکی از محدودیت‌های فرضیه رمزگذاری نو تولوینگ و کرول (۱۹۹۵) این است که اثر نو بودن ممکن است ناشی از خطاهای بازیابی باشد، نه رمزگذاری پیشرفته حافظه. دابینز و همکاران (۱۹۹۸) دریافتند که شرکت‌کنندگان به اشتباه موارد آشنا را به یاد می‌آورند، زیرا به خاطر سپردن آنها هنگام دیدن یکی از آنها برایشان دشوار بود. وقتی محققان در هر مرحله یادگیری از وظایف گوناگونی برای کاهش سردرگمی استفاده کردند، اثر تازگی از بین رفت. این یافته‌ها نشان می‌دهد که اثر تازگی ممکن است از سردرگمی در بازیابی سرچشمه بگیرد، نه از کدگذاری برتر اطلاعات نو. با این حال، تحقیقات گوناگون نشان داده‌اند که دقت برای محرک‌های نو نسبت به محرک‌های آشنا بالاتر است، که پشتیبانی مداومی از فرضیه رمزگذاری نو ارائه می‌دهد.

## در روان‌شناسی
اثر تازگی، گرایش فرد به داشتن قوی‌ترین پاسخ استرس (پاسخ جنگ یا گریز) در اولین مواجهه با یک تجربه بالقوه تهدیدآمیز است. با گذشت زمان، همزمان با از بین رفتن تازگی، واکنش به استرس کاهش می‌یابد. این موضوع، زمانی که افراد شرکت‌کننده در یک مطالعه تحقیقاتی (یک موقعیت نو) درک و پاسخ متفاوتی نسبت به دنیای واقعی و عادی دارند، تهدیدی برای اعتبار بیرونی محسوب می‌شود.